# Afú Aghbáríja
Afú Aghbáríja (hebrejsky: עפו אגבאריה, Afu Agba'arija, arabsky: عفو إغبارية) je izraelský politik a poslanec Knesetu za stranu Chadaš.

## Biografie
Narodil se 13. května 1949 ve městě Umm al-Fachm, kde nadále bydlí. Je ženatý, má tři děti. Studoval medicínu na Leningradské státní univerzitě v tehdejším SSSR. Hovoří hebrejsky, arabsky a rusky. Působil jako lékař.

## Politická dráha
Pracoval jako člen politického vedení Izraelské komunistické strany a člen vedení později vzniklé levicové strany Chadaš.
Do Knesetu nastoupil po volbách roku 2009, ve kterých kandidoval za stranu Chadaš. V parlamentu působí ve výboru pro práci, sociální věci a zdravotnictví, výboru pro jmenování islámských soudců a ve vyšetřovacím výboru pro integraci arabských zaměstnanců do veřejného sektoru. Ve volbách v roce 2013 svůj mandát obhájil.